# Türkische Früchte

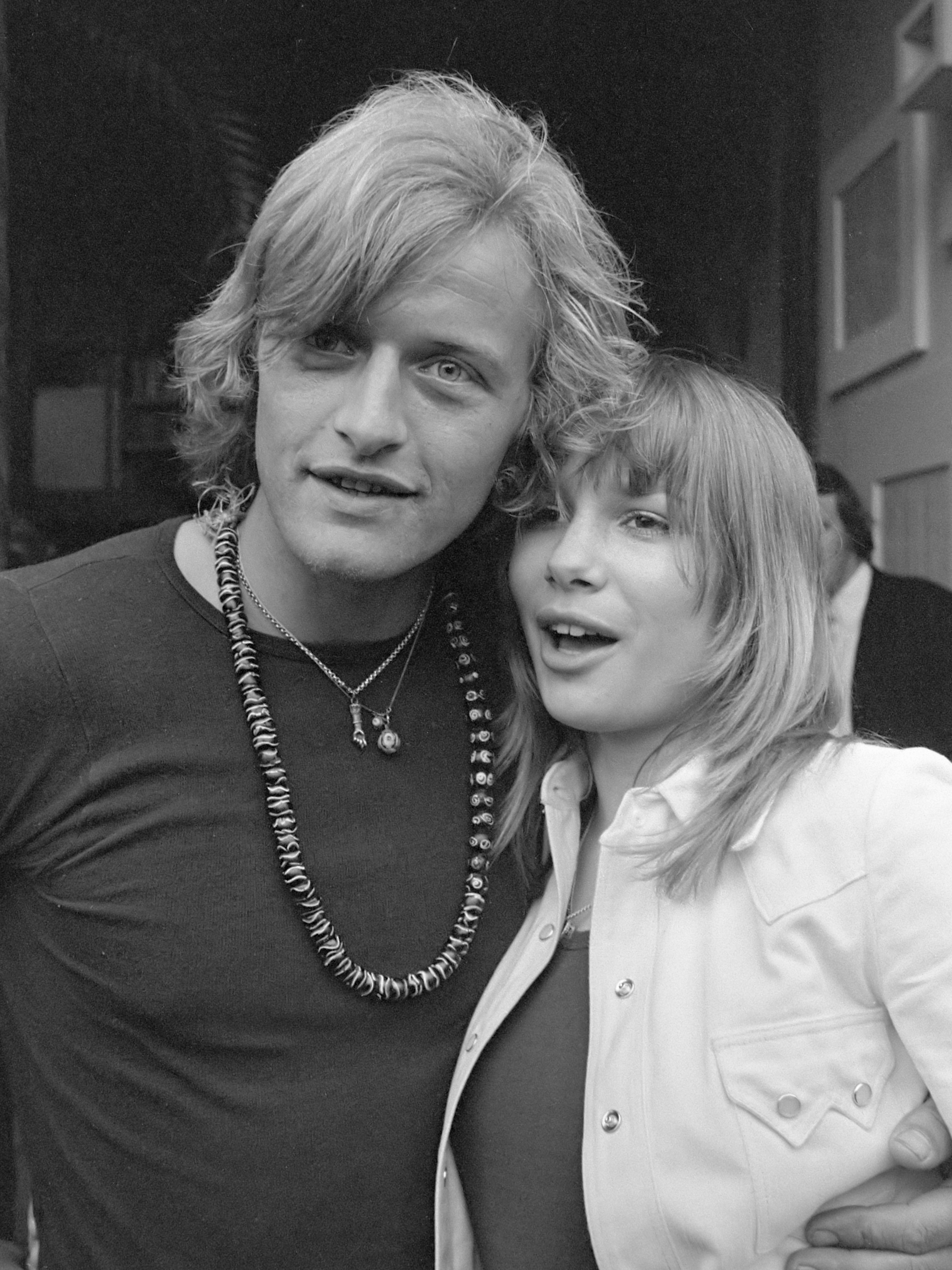
Rutger Hauer und Monique van de Ven (1972)

Türkische Früchte (Originaltitel: Turks fruit) ist ein niederländischer Film des Regisseurs Paul Verhoeven aus dem Jahr 1973.

## Inhalt
Der Bildhauer Eric Vonk lernt beim Trampen Olga kennen, in die er sich unsterblich verliebt. Kurz nach der Heirat brennt Olga jedoch mit einem reichen Amerikaner durch. Nach einigen Jahren erfährt Eric, dass sie inzwischen an einem unheilbaren Gehirntumor leidet. Das titelgebende Lokum (Türkische Früchte) ist die einzige Nahrung, die Olga vor ihrem Tod noch schmerzfrei aufnehmen kann.

## Hintergrund
Der Film basiert auf der gleichnamigen Romanvorlage von Jan Wolkers aus dem Jahre 1969.

## Rezeption

### Auszeichnungen
Der Film war 1974 für den Oscar in der Kategorie „Bester ausländischer Film“ nominiert und wurde im Jahr 2000 auf dem Niederländischen Filmfestival als „Bester niederländischer Film des Jahrhunderts“ mit dem „Goldenen Kalb“ ausgezeichnet.

### Kritik
Das Lexikon des internationalen Films beurteilt den Sexfilm als eine „nicht unbegabt inszenierte, oft schockierende, streckenweise ekelerregende Mischung aus krassem Sex, genüßlichem Sadismus und Melodramatik, mit verkümmerten Ansätzen zur Satire“ und rät von ihm ab.